# Johann Georg Noel Dragendorff
Johann Georg Noel Dragendorff (Rostock, 8 agosto 1836 – 7 aprile 1898) è stato un chimico e farmacista tedesco.

## Studi
Ottenne il dottorato di ricerca alla Università di Rostock nel 1861, quindi ha lavorato per la società farmaceutica di San Pietroburgo. Dal 1864 al 184 fu professore di farmacia all'Università di Tartu. Nel 1872 gli venne conferito il dottorato ad honorem dalla Università di Monaco. Fu il presidente della Società Naturalistica Estone negli anni tra il 1890 e il 1893.

## Notorietà
Il suo nome venne associato al "Reattivo di Dragendorff", che consiste in una soluzione di ioduro di bismuto di potassio usato per rivelare la presenza di alcaloidi, e anche nel "Test di Dragendorff'", usato come test qualitativo per la bile.

## Pubblicazioni più rilevanti
- Beiträge zur gerichtlichen Chemie (I maggiori contributi alla chimica forense); (1871)
- Die gerichtlichchemische Ermittelung von Giften (Accertamento della presenza di tossine per la chimica forense); (1876)
- Die qualitative und quantitative Analyse von Pflanzen und Pflanzentheilen (Analisi qualitativa e quantitativa di estratti naturali); (1882)
- Die Heilpflanzen der verschiedenen Völker und Zeiten. Ihre Anwendung, wesentlichen Bestandtheile und Geschichte (Piante medicinali di varie popolazioni ed età); (1898)